# ティーアイネット
株式会社ティーアイネットは、東京都品川区にある日本の出版社。主な事業は成人向け漫画の編集・企画及び発行。
桜桃書房の『COMIC 夢雅』編集スタッフが独立して設立。それに伴い、大半の作家陣も『夢雅』から『夢迅』に掲載誌を変えている。

## 現在発行されている雑誌
COMIC 夢幻転生
月刊（5日発売）。
前身の雑誌『COMIC MUJIN』（旧『COMIC 夢迅』）から、2013年11月の同年12月号をもって誌名変更（2014年1月号は諸事情により休刊となっている）。
COMIC MILF
隔月刊（偶数月22日発売）。
2011年4月に『COMIC MUJIN』の増刊として創刊（vol.1）。Vol.15-Vol.34までは『COMIC夢幻転生』増刊。2017年4月号（2017年2月22日発売。通刊35号）より独立創刊。

## 過去に発行されていた雑誌
COMIC 黒船
『COMIC MUJIN』増刊。2006年に全3号を発行。
COMIC ジェイド
『COMIC MUJIN』増刊。2007年に全4号を発行。
COMIC 真激
2001年12月に『COMIC MUJIN』の増刊として創刊。隔月刊（偶数月21日発売）として、2003年6月のVol.10まで刊行。
2003年8月23日発売の同年10月号をもって独立創刊、月刊誌としてリニューアル（発売日は毎月24日）。
2007年2月（同年4月号）をもってティーアイネットによる発行を終了。以降はクロエ出版に移管される。
COMIC NoLimit
『COMIC MUJIN』増刊。2009年に全1号を発行。
COMIC MUJIN
1999年7月5日に『COMIC 夢迅』（同年8月号）として創刊。同年10月（11月号）にて『COMIC MUJIN』に誌名変更、発売日も7日に変更。
2007年7月（同年8月号）より発売日を5日に再変更、同年10月（11月号）より誌名ロゴを新タイプに変更。
2013年10月（同年11月号）をもって同誌名での刊行を終了、『COMIC 夢幻転生』にリニューアル。
創刊号を除くすべての号において、「迅速果断」号（1999年9月号）・「中原逐鹿」号（2013年11月号）など故事にちなむ四字熟語が各号の副題となっている。この命名については、後継誌の『COMIC 夢幻転生』においても継続されている。
BUSTER COMIC
隔月刊（奇数月22日発売）。
2007年7月24日に『COMIC MUJIN』の増刊として創刊（vol.1／OPERATION No. 1.0）。奇数月24日発売の隔月刊誌として2009年1月のvol.10（No.10.0）まで刊行。
2009年3月22日発売の同年5月号をもって独立創刊。2016年10月22日発売の同年12月号をもって休刊。
コミック MESSI
成年コミック誌。ジェーシー出版『COMIC CROSS』増刊扱い、発売元もジェーシー出版となる。隔月刊。2007年に全4号を発行。
MODELOID
フィギュア専門雑誌。不定期刊行（年2回）。2005年から2007年まで発行。全5号。
COMIC 艶姫
2022年8月『COMIC 夢幻転生』の増刊として創刊。同年11月まで月刊ペースで刊行、全4号。
COMICペンギンクラブの新装とその前号まで編集を務めていた人物のティーアイネット入社に伴い、編集部ごとペンギンクラブの作家陣を移籍した雑誌。